# Petauroides stirtoni
Petauroides stirtoni is een fossiel klimbuideldier uit het geslacht Petauroides dat gevonden is in de Vroeg-Pliocene Hamilton Fauna van Victoria (Zuidoost-Australië). Deze soort werd aanvankelijk in het geslacht Pseudocheirus geplaatst, maar later verplaatst naar Petauroides. P. stirtoni is slechts bekend van een aantal kiezen. Het is de oudste soort van Petauroides en waarschijnlijk de voorouder van de levende reuzenkoeskoes (P. volans).